# Dorothea Fairbridge
Dorothea Ann Fairbridge được gọi là Dora Fairbridge (1862 - 25 tháng 8 năm 1931) là một tác giả người Nam Phi và đồng sáng lập của Hiệp hội phụ nữ trung thành.
Fairbridge là con gái của một luật sư nổi tiếng, học giả và nghị sĩ Cape Town, và là anh em họ của Kingsley Fairbridge (1885-1924; nhà thơ và nhà sáng lập của " Hội Fairbridge "). Bà được giáo dục ở London và đi du lịch nhiều nơi. 
Là một người định cư người Anh thế hệ thứ ba rất được kính trọng, Fairbridge là một trụ cột của hệ thống thuộc địa. Bà đã gặp mặt những người phụ nữ Anh thuộc tầng lớp xã hội thượng lưu, những người đã đến Nam Phi từ Anh trước và trong Chiến tranh Boer thứ hai. Fairbridge là thành viên sáng lập của Hiệp hội phụ nữ trung thành, một tổ chức từ thiện khuyến khích phụ nữ ở Nam Phi và ủng hộ Đế quốc Anh và các lực lượng của Đế quốc Anh tham gia vào cuộc xung đột. Công hội đảm bảo rằng thân nhân của những người lính đã chết được liên lạc, và những ngôi mộ của họ được đánh dấu và ghi lại đúng cách. Khi bang hội cử các thành viên đến Anh để giải thích những gì họ đang làm để quyên tiền, những người phụ nữ ủng hộ Anh đã thành lập Liên đoàn Victoria để thúc đẩy liên kết giữa các tổ chức trong Đế chế Anh. Những người phụ nữ này đã giới thiệu Violet Markham, Edith Lyttelton, Violet Cecil và Margaret, Nữ bá tước Jersey, để gặp gỡ Dorothea Fairbridge. 
Sau chiến tranh Boer, Fairbridge tiếp tục hỗ trợ Nam Phi hội nhập vào Đế quốc Anh. Bà đã tìm cách thành lập Liên minh Nam Phi với dân số được hòa giải và ý thức chung về lịch sử Nam Phi. Liên minh Nam Phi được thành lập trong một thỏa thuận hiến pháp khuyến khích quan hệ chặt chẽ với phần còn lại của Đế quốc Anh.

## Sách tham khảo
- Bush, Julia (2000), Edwardian Ladies and Imperial Power , A&C Black, tr. 90, ISBN 9780718500610
- Sage, Lorna; Greer, Germaine; Showalter, Elaine, biên tập (1999), "Fairbridge, Dorothea (Ann)", The Cambridge Guide to Women's Writing in English , Cambridge University Press, tr. 230, ISBN 9780521668132